# Haliclona pacifica
Haliclona pacifica är en svampdjursart som beskrevs av Hooper och Wiedenmayer 1994. Haliclona pacifica ingår i släktet Haliclona och familjen Chalinidae. Inga underarter finns listade i Catalogue of Life.